# Myeongjong av Joseon
Myeongjong av Korea, född 1534, död 1567, var en koreansk monark. Han var kung av Korea mellan 1545 och 1567.